# Zingiber
Zingiber Mill., 1754 è un genere di piante angiosperme monocotiledoni appartenente alla famiglia delle Zingiberacee.

## Descrizione
Il genere Zingiber comprende piante con rizoma modificato e aromatico. Le foglie sono lanceolate o lineari. I fiori sono portati in infiorescenze. Il frutto è una capsula deiscente, contenente numerosi semi scuri.

## Tassonomia
Il genere comprende quasi 200 specie.

## Usi
Le specie appartenenti a questo genere sono di interesse aromatico e medicinale, ivi compresa lo zenzero.
Ogni specie ha un utilizzo culinario differente, ad esempio:
- Zingiber mioga (Thunb.) Roscoe, specie giapponese che viene utilizzata per i fusti e per i fiori
- Zingiber officinale Roscoe è lo zenzero conosciuto in Italia di cui si utilizza il rizoma candito, secco o in polvere.